# James Key Caird
Sir James Key Caird (Dundee, 7 de gener 1837 - Castell de Belmont, Dundee, 6 de març del 1916) era un baró jut i filantrop.
Fou un important empresari de la ciutat que utilitzà l'última tecnologia als seus molins d'Ashton i Craigie. Es convertí en cap de l'empresa familiar el 1870. Va fer una fortuna considerable, i va donar el Caird Hall, que domina City square, i el Caird park al nord de la ciutat. Les seves donacions va ascendir a 270.000 lliures. Fou nomenat baronet el 1913.
Caird finançà a Ernest Shackleton amb 24.000 lliures per la seva Expedició Imperial Transantàrtica entre 1914 a 1916 que tenia l'objectiu de travessar l'Antàrtida passant pel pol Sud a bord de l’Endurance. L'operació va fracassar i varen iniciar un agònic regrés amb un bot salvavides anomenat James Caird, en el qual sis dels tripulants de l'Endurance van viatjar de 1.300 km des de l'illa Elefant fins a Geòrgia del Sud.